# トマ・ブダ
トマ・ブダ（Thomas Boudat、1994年2月24日 - ）は、フランス・ランゴン出身の自転車競技（ロードレース）選手。

## 経歴
2015年、チーム・ヨーロッパカーにてプロキャリアスタート。
2017年、セッティマーナ・インテルナツィオナーレ・ディ・コッピ・エ・バルタリ第3ステージにてスプリントを制し勝利。
2020年、アルケア・サムシックに移籍。

## 主な戦績

### 2012年
- フランス選手権・ジュニア　優勝（個人パシュート、チームパシュート、マディソン）

### 2013年
- フランス選手権　優勝（チームパシュート、ポイントレース、オムニアム）

### 2014年
- ZLM・ツアー・U23　優勝
- 世界選手権　優勝（オムニアム）
- フランス選手権　優勝（チームパシュート、スクラッチレース、オムニアム）

### 2015年
- クラシカ・コルシカ　優勝

### 2016年
- グランプリ・ド・ドナン　2位
- ブークル・ド・ラ・メイアンヌ　総合3位、ヤングライダー賞

### 2017年
- グランプリ・ド・ラ・ヴィユ・ド・リユル・スヴニール・ブルーノ・コミニ　優勝
- パリ〜トロワイエ　2位
- クラシック・ロワール＝アトランティック　2位
- セッティマーナ・インテルナツィオナーレ・ディ・コッピ・エ・バルタリ　区間優勝(第3ステージ)

### 2018年
- ブエルタ・ア・アンダルシア　区間優勝（第1ステージ）
- ショレ＝ペイ・ド・ロワール　優勝

### 2019年
- サーキット・デ・ワロニー（英語版）　優勝